# Límite directo
En matemática, un límite directo (también llamado límite inductivo) es un colímite de una "familia directa de objetos". De manera general, se expondrá primero la definición para estructuras algebraicas como grupos y módulos, y luego la definición general, la cual puede ser usada en cualquier categoría.

## Definición formal

### Objetos algebraicos
En esta sección los objetos pueden ser entendidos como conjuntos con una estructura algebraica dada como pueden ser grupos, anillos, módulos (sobre algún anillo fijado), álgebras (sobre un cuerpo fijado), etc. Con esto en mente, los homomorfismos son entendidos en el correspondiente marco (homomorfismos de grupos, etc.).
Se comienza con la definición de un sistema directo de objetos y homomorfismos. Sea {\displaystyle \langle I,\leq \rangle } un conjunto direccionado. Sea {\displaystyle \{A_{i}:i\in I\}} una familia de objetos indexados por {\displaystyle I\,} y {\displaystyle f_{ij}:A_{i}\rightarrow A_{j}} es un homomorfismo para todo {\displaystyle i\leq j} con las siguientes propiedades:
1. {\displaystyle f_{ii}\,} es la identidad de {\displaystyle A_{i}\,}, y
2. {\displaystyle f_{ik}=f_{jk}\circ f_{ij}} para todo {\displaystyle i\leq j\leq k}.

Entonces el par {\displaystyle \langle A_{i},f_{ij}\rangle } se llama sistema directo sobre {\displaystyle I\,}.
El conjunto subyacente del límite directo, {\displaystyle A\,}, del sistema directo {\displaystyle \langle A_{i},f_{ij}\rangle } se define como la unión disjunta de {\displaystyle A_{i}\,}'s módulo una cierta relación de equivalencia {\displaystyle \sim \,}:
{\displaystyle \varinjlim A_{i}=\bigsqcup _{i}A_{i}{\bigg /}\sim .}
Aquí, si {\displaystyle x_{i}\in A_{i}} y {\displaystyle x_{j}\in A_{j}}, {\displaystyle x_{i}\sim \,x_{j}} si hay algún {\displaystyle k\in I} tal que {\displaystyle f_{ik}(x_{i})=f_{jk}(x_{j})\,}.
Heurísticamente, dos elementos de un conjunto disjunto son equivalentes si y solo si "eventualmente se vuelven iguales" en el sistema directo. Una formulación equivalente que destaca la dualidad con el límite inverso es que un elemento es equivalente a todas sus imágenes bajo los morfismos de un sistema direccionado , i.e. {\displaystyle x_{i}\sim \,f_{ik}(x_{i})}.
Se obtiene naturalmente de esto la definición morfismos canónicos {\displaystyle \phi _{i}:A_{i}\rightarrow A} enviando a cada elemento a su clase de equivalencia. Las operaciones algebraicas sobre {\displaystyle A\,} son definidas a esos morfismos de manera obvia.
Una propiedad importante es que tomar límites directos en la categoría de módulos es un funtor exacto.

### Límite directo sobre un sistema directo en una categoría
El límite directo puede ser definido en una categoría arbitraria {\displaystyle {\mathcal {C}}} por medio de una propiedad universal. Sea {\displaystyle \langle X_{i},f_{ij}\rangle } un sistema directo de objetos y morfismos en {\displaystyle {\mathcal {C}}} (la misma definición que anteriormente). El límite directo de este sistema es un objeto {\displaystyle X\,} en {\displaystyle {\mathcal {C}}} junto con morfismos {\displaystyle \phi _{i}:X_{i}\rightarrow X} que satisfacen {\displaystyle \phi _{i}=\phi _{j}\circ f_{ij}}. El par {\displaystyle \langle X,\phi _{i}\rangle } debe ser universal en el sentido que para cualquier otro par de {\displaystyle \langle Y,\psi _{i}\rangle } existe un único morfismo {\displaystyle u:X\rightarrow Y} que realiza que el diagrama
conmute para todo i, j. El límite directo es a menudo denotado como
{\displaystyle X=\varinjlim X_{i}}
con el sistema directo, {\displaystyle \langle X_{i},f_{ij}\rangle }, se entiende.
A diferencia de los objetos algebraicos, el límite directo no puede existir en una categoría algebraica. Sin embargo, si lo hace, es único en un sentido fuerte: dado otro límite directo X′ existe un único isomorfismo X′ → X conmutando con los morfismos canónicos.
Nótese que un sistema directo en una categoría {\displaystyle {\mathcal {C}}} admite una descripción alternativa en términos de funtores. cualquier conjunto parcialmente ordenado direccionado {\displaystyle \langle I,\leq \rangle } puede ser considerado como una categoría pequeña {\displaystyle {\mathcal {I}}} donde los morfismos consisten en flechas {\displaystyle i\rightarrow j} si y solo si {\displaystyle i\leq j}. Un sistema directo entonces es justamente un funtor covariante {\displaystyle {\mathcal {I}}\rightarrow {\mathcal {C}}}.

### Definición general
Sean {\displaystyle {\mathcal {I}}} y {\displaystyle {\mathcal {C}}} categorías. Sea {\displaystyle c_{X}:{\mathcal {I}}\rightarrow {\mathcal {C}}} un funtor constante para algún objeto fijado {\displaystyle X\in {\mathcal {C}}}. Se define para cada funtor {\displaystyle F:{\mathcal {I}}\rightarrow {\mathcal {C}}} el funtor
{\displaystyle \lim _{\longrightarrow }F:{\mathcal {C}}\rightarrow \mathbf {Set} }
el cual asigna a cada {\displaystyle X\in {\mathcal {C}}} el conjunto {\displaystyle \mathrm {Hom} (F,c_{X})} de transformaciones naturales de F a {\displaystyle c_{X}}. Si {\displaystyle \lim _{\longrightarrow }F} es representable, el objeto que se representa en {\displaystyle {\mathcal {C}}} es llamado límite directo de F y también se denota como {\displaystyle \lim _{\longrightarrow }F}.
Si {\displaystyle {\mathcal {C}}} es una categoría abeliana, entonces sumas directas arbitrarias (y también infinitas) de objetos existen (este es el axioma de Grothediecks AB3). Luego {\displaystyle \lim _{\longrightarrow }F} es representable para cada funtor {\displaystyle F:{\mathcal {I}}\rightarrow {\mathcal {C}}} y
{\displaystyle \lim _{\longrightarrow }:\mathrm {Hom} ({\mathcal {I}},{\mathcal {C}})\rightarrow {\mathcal {C}},F\mapsto \lim _{\longrightarrow }F}
es un funtor aditivo exacto derecho de categorías abelianas.

## Ejemplos
- Una colección de subconjuntos {\displaystyle M_{i}} de un conjunto M puede ser parcialmente ordenado por inclusión. Si la colección es direccionada, su límite directo es la unión {\displaystyle \bigcup M_{i}}.
- Sea I cualquier conjunto direccionado con un elemento mayor m. El límite directo de cualquiera de los sistemas directos correspondientes es isomorfo a Xm y al morfismo canónico φm: Xm → X es un isomorfismo.
- Sea p un número primo. Considérese el sistema directo compuesto de los grupos Z/pnZ y de los homomorfismos Z/pnZ → Z/pn+1Z los cuales se inducen por la multiplicación por p. El límite directo de este sistema consiste en todas las raíces de la unidad de orden alguna potencia de p, y es llamado como grupo de Prüfer Z(p∞).
- Sea F un haz C-evaluado sobre un espacio topológico X. Fíjese un punto x en X. El entorno abierto x forma un poset ordenado por inclusión (U ≤ V si y solo si Ucontiene a V). El sistema directo correspondiente es (F(U), rU,V) donde r es el mapa de restricción. El límite directo en este sistema es llamado tallo de F en x, denotado como Fx. Para cada entorno U de x, el morfismo canónico F(U) → Fx asocia a la sección s de F sobre U un elemento sx del tallo Fx llamado germen de s en x.
- Los límites directos en la Categoría de espacios topológicos vienen dados mediante la colocación de la topología final sobre el límite directo subyacente de teoría de conjuntos.
- Los límites inductivos son enlazados con los proyectivos mediante

{\displaystyle \mathrm {Hom} (\varinjlim X_{i},Y)=\varprojlim \mathrm {Hom} (X_{i},Y).}
- Considérese la sucesión {An, φn} donde An es una C*-álgebra y φn : An → An + 1 es un *-homomorfismo. El C*-análogo de la construcción de límite directo proporciona una C*-álgebra que satisface la propiedad universal anterior.

## Construcciones relacionadas y generalizaciones
La categoría dual del límite directo se llama límite inverso (o límite proyectivo). Conceptos más generales son los límites y colímites de teoría de categorías. La terminología es algo confusa: los límites directos son colímites mientras que los límites inversos son límites.